# 福島県道133号赤井停車場線
福島県道133号赤井停車場線（ふくしまけんどう133ごう あかいていしゃじょうせん）は、福島県いわき市にある一般県道である。
市内三和町合戸の国道49号交点から、平赤井のJR磐越東線赤井駅前にいたる。駅前まで福島県道248号小川赤井平線と800 mほど重複する。
閼伽井嶽を貫くため、ヘアピンカーブが多い。沿線に閼伽井嶽薬師がある。

## 路線概要
- 起点：福島県いわき市平赤井字日渡（JR磐越東線 赤井駅前）
- 終点：福島県いわき市三和町合戸字駅
- 総延長：13.706 km[1]
  - 実延長：総延長に同じ
- 路線認定年月日：1973年3月23日[2]

1959年8月31日に、赤井駅から閼伽井嶽に至る一般県道赤井停車場閼伽井嶽線として路線認定された後、現行の路線が改めて認定された。

### 異常気象時通行規制区間
- いわき市平赤井字深田地内（延長0.2 km）：冠水の危険のため時間雨量30 mmにて通行止め[4]。
- いわき市平赤井 - 同市三和町合戸（延長10.5 km）：落石崩壊の危険のため連続雨量120 mmにて通行止め[4]。

### 重用路線
- 福島県道248号小川赤井平線（平赤井字日渡〈起点〉～平赤井字田町）

## 通過する自治体
- 福島県
  - いわき市

## 接続・交差する道路
- 福島県道248号小川赤井平線 平方面（平赤井字日渡〈起点〉）
- 福島県道248号小川赤井平線 小川方面（平赤井字田町）
- 国道49号（三和町合戸字駅〈水石山入口交差点〉終点）

## 沿線
- JR 磐越東線 赤井駅
- 閼伽井嶽薬師